# La porta màgica
La porta màgica (títol original en anglès, The Portable Door) és una pel·lícula de comèdia d'aventures fantàstica australiana del 2023 dirigida per Jeffrey Walker i protagonitzada per Patrick Gibson, Sophie Wilde, Sam Neill i Christoph Waltz. El guió de Leon Ford està basat en la novel·la homònima del 2003, la primera de la sèrie JW Wells & Co. de Tom Holt. Una coproducció entre The Jim Henson Company i Story Bridge Films, la pel·lícula es va estrenar a les sales de cinema a Austràlia el 23 de març de 2023 a càrrec de Madman Entertainment, abans d'incorporar-se al catàleg de Stan el 7 d'abril de 2023. S'ha doblat i subtitulat al català.

## Repartiment
- Patrick Gibson com a Paul Carpenter
- Sophie Wilde com a Sophie Pettingel
- Christoph Waltz com a Humphrey Wells/John Wells Sr.
- Sam Neill com a Dennis Tanner
- Miranda Otto com la comtessa Judy
- Rachel House com a Nienke Van Spee
- Jessica De Gouw com a Rosie Tanner
- Chris Pang com a Casimir
- Damon Herriman com a Monty Smith-Gregg
- Christopher Sommers com a Arthur Tanner